# Macrosia wiltshirei
Macrosia wiltshirei là một loài bướm đêm thuộc phân họ Arctiinae, họ Erebidae.